# ジャロッド・ボーウェン
- ジャロッド・ボーエン
- ジャロッド・ボウエン

ジャロッド・ボーウェン（Jarrod Bowen, 1996年12月20日 - ）は、イングランド・ヘレフォードシャーレミンスター出身のサッカー選手。プレミアリーグ・ウェストハム・ユナイテッドFC所属。イングランド代表。ポジションはMF。
メディアによってはジャロッド・ボーエンやジャロッド・ボウエンといった表記もある。

## 来歴
2013年にカンファレンスナショナル (5部リーグ)に所属していた地元のヘレフォード・ユナイテッドFCでプロデビュー。しかし、クラブは翌2014年に経営難の為に解散し、同年7月にハル・シティAFCに移籍。加入後2シーズンは不出場に終わったが、2016-17シーズンにトップチームに定着。しかし、プレミアリーグで7試合0ゴールに終わり、チームも1年でEFLチャンピオンシップ (2部リーグ)降格に終わった。
2017-18シーズンより先発に定着し、同シーズンは2部リーグで14ゴールを記録。更に2018-19シーズンは22ゴールを決め、同シーズン中にはトッテナム・ホットスパーFCが、ボーウェンの獲得に興味を示しているとも報じられた。
2019-20シーズンも2部リーグで29試合16ゴールと抜群の得点力を発揮し、2020年1月31日にウェストハム・ユナイテッドFCと2025年までの5年半契約を締結したことが発表された。
2020年2月29日、サウサンプトン戦で初先発するとプレミアリーグ並びにチームでの初ゴールを決め、チームは3-1の勝利を収めた。2020年9月27日、ウルヴァーハンプトン・ワンダラーズとの試合でシーズン初ゴールを含めた2得点（4-0で勝利）し、2020-21プレミアリーグシーズンでの初ゴールを記録した。その1週間後の10月4日には、レスター・シティとのアウェイ戦で3点目を決めた。シーズン後半、アーセナル（ドロー：3-3）、ウルヴァーハンプトン・ワンダラーズとレスター（共に3-2で勝利）と、3試合連続で3ゴールを決め、シーズンの通算ゴール数を8に伸ばした。
2021-22シーズン、第35節アーセナル戦でシーズン二桁目のゴールを決めると、次節のノリッジ戦での2アシストでシーズン二桁目のアシストを決めた。
2023年10月8日、クラブとの契約を2030年まで延長した。

## タイトル

### クラブ
ウェストハム・ユナイテッド
- UEFAヨーロッパカンファレンスリーグ: 2022-23